# Parnida
Parnida é um género de escaravelho aquático da família Dryopidae descrito por Broun em 1880.

## Espécies
- Parnida agrestis, Broun, 1880[2]
- Parnida longulus, Sharp, 1886[3]
- Parnida scutellaris, Broun, 1910[4]
- Parnida vestitus, Sharp, 1883[5]